# Sola scriptura

"Jag såg en annan ängel flyga över himlens mitt. Han hade ett evigt evangelium att förkunna," (Upp. 14:6). Denna illustration är från titelsidan i Luther-Bibeln, Martin Luthers översättning av Bibeln till tyska från grundspråken. Den utkom i sin första upplaga år 1534. Luther började översätta Nya Testamentet till tyska för att göra det mer tillgängligt för människorna i den tyska nationen.

Sola scriptura (lat. ablativ, genom skriften allena), ofta återgivet som skriften allena, ibland kallad reformationens formalprincip, är ett teologiskt begrepp som innebär att Bibeln som Guds skrivna ord är självautenticierande, tydligt förståelig för den rationelle läsaren; sin egen uttolkare ("Skriften uttolkar Skriften"), och tillräcklig i sig själv för att utgöra den enda källan till den kristna doktrinen. Sola scriptura kräver alltså att ingen doktrin som inte står att finna direkt (eller logiskt) i Skriften skall godkännas eller erkännas. Den lätt nedsättande termen heretisk användes vanligen av protestanter för att fördöma läror och institutioner som tydligt ansågs avvika från Skriften.
Genom att läsa Bibeln menar anhängare av doktrinen, att människor kan förstå kristendomen och Gud eftersom Guds rena ord finns i skriften, och bli frälsta.

## Protestantism
Sola scriptura var en grundläggande princip för protestantismens grundare Martin Luther och är så för protestantism även idag, liksom för ett flertal antitrinitariska rörelser (rörelser som förnekar treenighetsläran) - antitrinitariska kristna menar med en särskild förståelse för sola scriptura att doktrinen om treenigheten, eftersom den inte är uttalad i Bibeln, inte heller kan vara nödvändig för frälsning. Sola scriptura kan ställas mot den katolska kyrkans och den ortodoxa kyrkans undervisning, i vilken Bibeln måste tolkas genom kyrklig undervisning, och i ljuset av Kyrkans tradition (kyrkofäder och kyrkolärare). Protestanter menar att Bibeln på ett klart och tydligt sätt lägger fram alla doktriner och bud i den kristna tron och att läsaren därför inte behöver någon klerk eller påve eller något koncilium för att förklara den sanna meningen av ett bibelstycke. Romerska katoliker hävdar att tron på Bibeln som den enda källan till den kristna doktrinen varken har stöd i historien eller Bibeln och att det därutöver är ologiskt att basera sin tro på sin privata bibeltolkning. 

## Ofelbarhet
En av de huvudsakliga invändningarna mot sola scriptura är att Bibeln sammanställdes av människor, och att man därför inte kan vara säker på dessa människors ofelbarhet i urval. Förespråkare för sola scriptura tror emellertid att Bibeln skrivits ned under den gudomliga Andens ingivelse och att budskapet i varje enskild bok/brev är inspirerat av Gud i form av idéer, tankar och bilder. Eftersom Luther omdefinierade vilka böcker som ingick i Bibeln frågar sig kritiker av sola scriptura om Luther då står över Bibeln. Flera evangeliska kristna håller dock för sant att den kristna Bibeln var känd långt innan de lokala och ekumeniska koncilierna, där det officiellt bestämdes vilka skrifter som skulle räknas som fullvärdiga bibelböcker.

## Fotnoter
1. ↑  Reformationen, Bonniers Lexikon, Band 11, 1965
2. ↑  Engelder, Theodore E.W. (1934). Popular Symbolics: The Doctrines of the Churches of Christendom and Of Other Religious Bodies Examined in the Light of Scripture. Saint Louis, MO: Concordia Publishing House. s. 28.
3. ↑  Jfr. versionen de kristna använt fram till Luther med Luthers version (Den protestantiska bibeln).
4. ↑  W. Robert Godfrey. "What Do We Mean by Sola Scriptura?". I Don Kistler. Sola Scriptura! The Protestant Position on the Bible. Soli Deo Gloria.